# Nanchang CJ-6
Il Nanchang CJ-6 è un aereo da addestramento basico biposto, monomotore e monoplano ad ala bassa, realizzato dall'azienda aeronautica cinese Nanchang nei tardi anni cinquanta.
Sviluppato basandosi sull'esperienza maturata nella costruzione del Nanchang CJ-5, il sovietico Yakovlev Yak-18 prodotto localmente su licenza, e destinato alle scuole di volo della Zhongguo Renmin Jiefangjun Kongjun, la componente aerea dell'Esercito Popolare di Liberazione, venne realizzato in oltre 2 000 esemplari riscuotendo un buon successo commerciale anche sul mercato estero.

## Versioni
CJ-6
prototipo equipaggiato con motore radiale sovietico, prima un Shvetsov M-11 sostituito poi dal più potente Ivchenko AI-14 R.
CJ-6A
prima versione di serie equipaggiata con un radiale Quzhou Huosai-6A (HS-6A) da 285 CV (210 kW).
CJ-6B
versione equipaggiata con un radiale HS-6D da 300 CV (221 kW).
BT-6
versione da esportazione del CJ-6A.

## Utilizzatori
Albania
- Forcat Ajrore Shqiptare

 Bangladesh
- Bangladesh Biman Bahini

53 PT-6 consegnati a partire dal 1977, 23 in servizio al febbraio 2021.
 Cambogia
- Toap Akas Khemarak Phoumin

 Cina
- Zhongguo Renmin Jiefangjun Kongjun

1419 esemplari consegnati, 400 in servizio al maggio 2018.
- Zhōngguó Rénmín Jiěfàngjūn Hǎijūn Hángkōngbīng

 Corea del Nord
- Chosŏn Inmin Kun Konggun

Consegnati, forse, 180 esemplari, 70 in servizio al novembre 2018.
 Laos
- Lao Zhōngguó Rénmín Jiěfàngjūn Kōngjūn

 Sri Lanka
- Sri Lanka Air Force

10 PT-6 consegnati nel 2001, seguiti da altri 6 nel 2018.
 Tanzania
- Jeshi la Anga la Wananchi wa Tanzania

 Zambia (ex-Rhodesia Settentrionale)
- Zambian Air Force and Air Defence Command

12 PT-6 ricevuti a partire dal 1978.

## Velivoli comparabili
Unione Sovietica
- Yakovlev Yak-52